# Saison 2010 de l'équipe cycliste Quick Step
La saison 2010 de l'équipe cycliste Quick Step est la huitième de l'équipe. Cette dernière a le statut d'équipe ProTour depuis 2005. Elle termine l'année à la 16e place du classement mondial par équipes. Elle a remporté 17 courses du calendrier international sur route de l'Union cycliste internationale.

## Préparation de la saison 2010

### Arrivées et départs
| Arrivées       | Équipe 2009                  |
| -------------- | ---------------------------- |
| Iljo Keisse    | John Saey-Deschacht-Hyundai  |
| Nikolas Maes   | Topsport Vlaanderen-Mercator |
| Andreas Stauff | Kuota-Indeland               |

| Départs            | Équipe 2010           |
| ------------------ | --------------------- |
| Dominique Cornu    | Skil-Shimano          |
| Allan Davis        | Astana                |
| Steven de Jongh    | Directeur sportif Sky |
| Sébastien Rosseler | RadioShack            |
| Hubert Schwab      | Vorarlberg-Corratec   |

## Coureurs et encadrement technique

### Effectif
| Cycliste                 | Date de naissance | Nationalité | Équipe 2009                  |
| ------------------------ | ----------------- | ----------- | ---------------------------- |
| Carlos Barredo           | 5 juin 1981       | Espagne     | Quick Step                   |
| Tom Boonen               | 15 octobre 1980   | Belgique    | Quick Step                   |
| Dario Cataldo            | 17 mars 1985      | Italie      | Quick Step                   |
| Sylvain Chavanel         | 30 juin 1979      | France      | Quick Step                   |
| Kevin De Weert           | 27 mai 1982       | Belgique    | Quick Step                   |
| Dries Devenyns           | 22 juillet 1983   | Belgique    | Quick Step                   |
| Stijn Devolder           | 29 août 1979      | Belgique    | Quick Step                   |
| Addy Engels              | 16 juin 1977      | Pays-Bas    | Quick Step                   |
| Mauro Facci              | 11 mai 1982       | Italie      | Quick Step                   |
| Kurt Hovelijnck          | 2 juin 1981       | Belgique    | Quick Step                   |
| Kevin Hulsmans           | 11 avril 1978     | Belgique    | Quick Step                   |
| Iljo Keisse              | 21 décembre 1982  | Belgique    | John Saey-Deschacht-Hyundai  |
| Andrei Kunitski          | 2 juillet 1984    | Biélorussie | Quick Step                   |
| Thomas Vedel Kvist       | 18 août 1987      | Danemark    | Quick Step                   |
| Nikolas Maes             | 9 avril 1986      | Belgique    | Topsport Vlaanderen-Mercator |
| Davide Malacarne         | 11 juillet 1987   | Italie      | Quick Step                   |
| Jérôme Pineau            | 2 février 1980    | France      | Quick Step                   |
| Francesco Reda           | 19 novembre 1982  | Italie      | Quick Step                   |
| Branislau Samoilau       | 25 mai 1985       | Biélorussie | Quick Step                   |
| Kevin Seeldraeyers       | 12 septembre 1986 | Belgique    | Quick Step                   |
| Andreas Stauff           | 22 janvier 1987   | Allemagne   | Kuota-Indeland               |
| Matteo Tosatto           | 14 mai 1974       | Italie      | Quick Step                   |
| Jurgen Van de Walle      | 9 février 1977    | Belgique    | Quick Step                   |
| Kevin Van Impe           | 19 avril 1981     | Belgique    | Quick Step                   |
| Marco Velo               | 9 mars 1974       | Italie      | Quick Step                   |
| Wouter Weylandt          | 27 septembre 1984 | Belgique    | Quick Step                   |
| Maarten Wynants          | 13 mai 1982       | Belgique    | Quick Step                   |
| Stagiaire                | Date de naissance | Nationalité | Équipe 2010                  |
| Fréderique Robert        | 25 janvier 1989   | Belgique    | PWS Eijssen                  |
| Guillaume Van Keirsbulck | 14 février 1991   | Belgique    | Beveren 2000                 |

## Bilan de la saison

### Victoires
| Date       | Course                                         | Pays        | Classe | Vainqueur           |
| ---------- | ---------------------------------------------- | ----------- | ------ | ------------------- |
| 09/02/2010 | 3e étape du Tour du Qatar                      | Qatar       | 2.1    | Tom Boonen          |
| 10/02/2010 | 5e étape du Tour du Qatar                      | Qatar       | 2.1    | Tom Boonen          |
| 18/02/2010 | 5e étape du Tour d'Oman                        | Oman        | 2.1    | Tom Boonen          |
| 11/03/2010 | 2e étape de Tirreno-Adriatico                  | Italie      | HIS    | Tom Boonen          |
| 26/03/2010 | 5e étape du Tour de Catalogne                  | Espagne     | PT     | Davide Malacarne    |
| 10/05/2010 | 3e étape du Tour d'Italie                      | Italie      | HIS    | Wouter Weylandt     |
| 13/05/2010 | 5e étape du Tour d'Italie                      | Italie      | HIS    | Jérôme Pineau       |
| 30/05/2010 | Classement général du Tour de Belgique         | Belgique    | 2.HC   | Stijn Devolder      |
| 23/06/2010 | Halle-Ingooigem                                | Belgique    | 1.1    | Jurgen Van de Walle |
| 25/06/2010 | Championnat de Biélorussie du contre-la-montre | Biélorussie | CN     | Branislau Samoilau  |
| 27/06/2010 | Championnat de Belgique sur route              | Belgique    | CN     | Stijn Devolder      |
| 05/07/2010 | 2e étape du Tour de France                     | France      | HIS    | Sylvain Chavanel    |
| 10/07/2010 | 7e étape du Tour de France                     | France      | HIS    | Sylvain Chavanel    |
| 15/08/2010 | Championnat de Belgique du contre-la-montre    | Belgique    | CN     | Stijn Devolder      |
| 04/10/2010 | 4e étape du Circuit franco-belge               | Belgique    | 2.1    | Wouter Weylandt     |
| 10/10/2010 | Grand Prix Bruno Beghelli                      | Italie      | 1.1    | Dario Cataldo       |

### Victoire de Carlos Barredo retirée[2]
| Date       | Course                      | Pays    | Classe | Vainqueur      |
| ---------- | --------------------------- | ------- | ------ | -------------- |
| 12/09/2010 | 15e étape du Tour d'Espagne | Espagne | HIS    | Carlos Barredo |

### Résultats sur les courses majeures
Les tableaux suivants représentent les résultats de l'équipe dans les principales courses du calendrier international (les cinq classiques majeures et les trois grands tours). Pour chaque épreuve est indiqué le meilleur coureur de l'équipe, son classement ainsi que les accessits glanés par Quick Step sur les courses de trois semaines.

#### Classiques
| Classique            | Milan-San Remo  | Tour des Flandres | Paris-Roubaix   | Liège-Bastogne-Liège | Tour de Lombardie    |
| -------------------- | --------------- | ----------------- | --------------- | -------------------- | -------------------- |
| Coureur (classement) | Tom Boonen (2e) | Tom Boonen (2e)   | Tom Boonen (5e) | Carlos Barredo (19e) | Dries Devenyns (13e) |

#### Grands tours
| Grand tour           | Tour d'Italie                                                                                      | Tour de France                                            | Tour d'Espagne       |
| -------------------- | -------------------------------------------------------------------------------------------------- | --------------------------------------------------------- | -------------------- |
| Coureur (classement) | Branislau Samoilau (39e)                                                                           | Kevin De Weert (17e)                                      | Carlos Barredo (43e) |
| Accessits            | 2 victoires d'étapes (Wouter Weylandt et Jérôme Pineau) et classement Fuga Cervelo (Jérôme Pineau) | 2 victoires d'étapes et Super-combatif (Sylvain Chavanel) | -                    |

### Classement UCI
L'équipe Quick Step termine à la seizième place du Calendrier mondial avec 325 points. Ce total est obtenu par l'addition des points des cinq meilleurs coureurs de l'équipe au classement individuel que sont Tom Boonen, 19e avec 216 points, Sylvain Chavanel, 101e avec 40 points, Carlos Barredo, 118e avec 26 points, Wouter Weylandt, 120e avec 23 points, et Jérôme Pineau, 126e avec 20 points,.
| Rang | Coureur          | Points |
| ---- | ---------------- | ------ |
| 19   | Tom Boonen       | 216    |
| 101  | Sylvain Chavanel | 40     |
| 118  | Carlos Barredo   | 26     |
| 120  | Wouter Weylandt  | 23     |
| 126  | Jérôme Pineau    | 20     |
| 134  | Dries Devenyns   | 17     |
| 147  | Kevin De Weert   | 14     |
| 169  | Dario Cataldo    | 9      |
| 186  | Francesco Reda   | 6      |
| 196  | Davide Malacarne | 6      |
| 247  | Andreas Stauff   | 2      |